# 汪明辰
汪明辰（？—？），字問樵，清朝古琴家，師從先機和尚（吳灴弟子），為秦維瀚之師。秦維瀚在《蕉庵琴譜·自序》中闡述汪明辰的古琴理念：“樂之音足以宣幽抑，釋矜燥，遠性情，移中和。使人神氣清曠，襟抱澄靜，超然如出人境，而立於埃氛之表者，惟琴焉”。